# HD200947
HD200947 — хімічно пекулярна зоря спектрального класу A2, що має видиму зоряну величину в смузі V приблизно  8,6.
Вона  розташована на відстані близько 1405,8 світлових років від Сонця.

## Пекулярний хімічний склад
Зоряна атмосфера HD200947 має підвищений вміст 
Si
.